# Jan Balicki (duchowny)
Jan Wojciech Balicki (ur. 25 stycznia 1869 w Staromieściu, zm. 15 marca 1948 w Przemyślu) – polski duchowny katolicki, teolog dogmatyczny, rektor Wyższego Seminarium Duchownego w Przemyślu, błogosławiony Kościoła katolickiego.

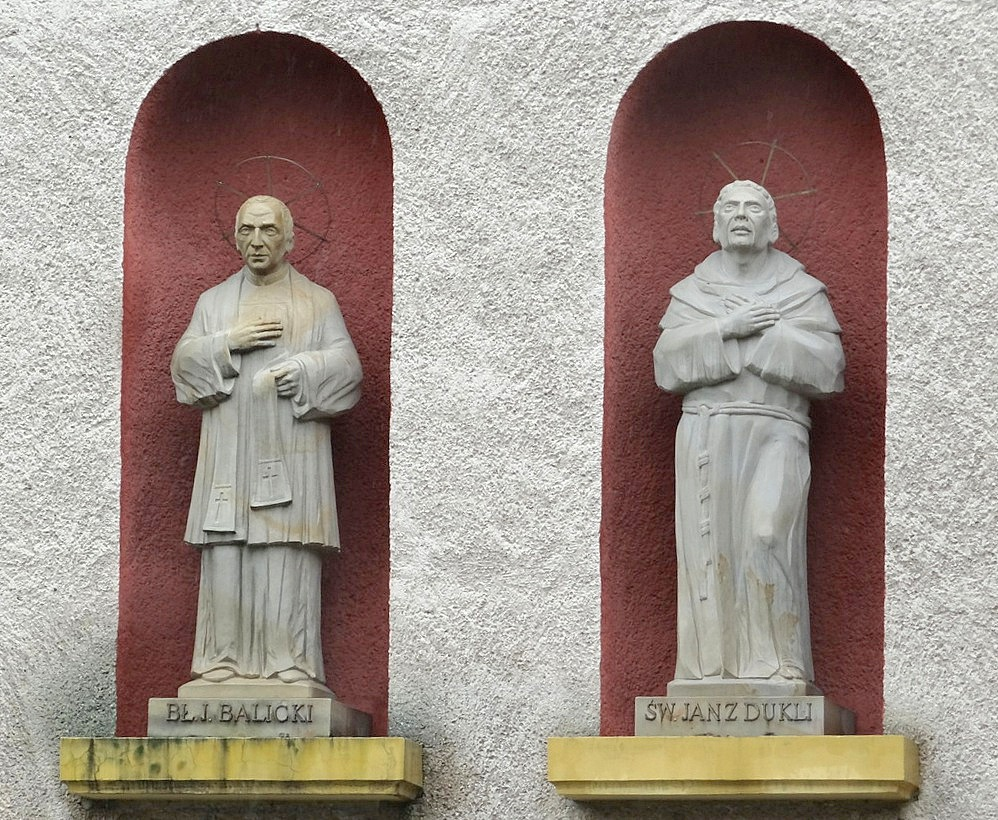
Figura bł. ks. Jana Balickiego (z lewej) na fasadzie kościoła w Haczowie

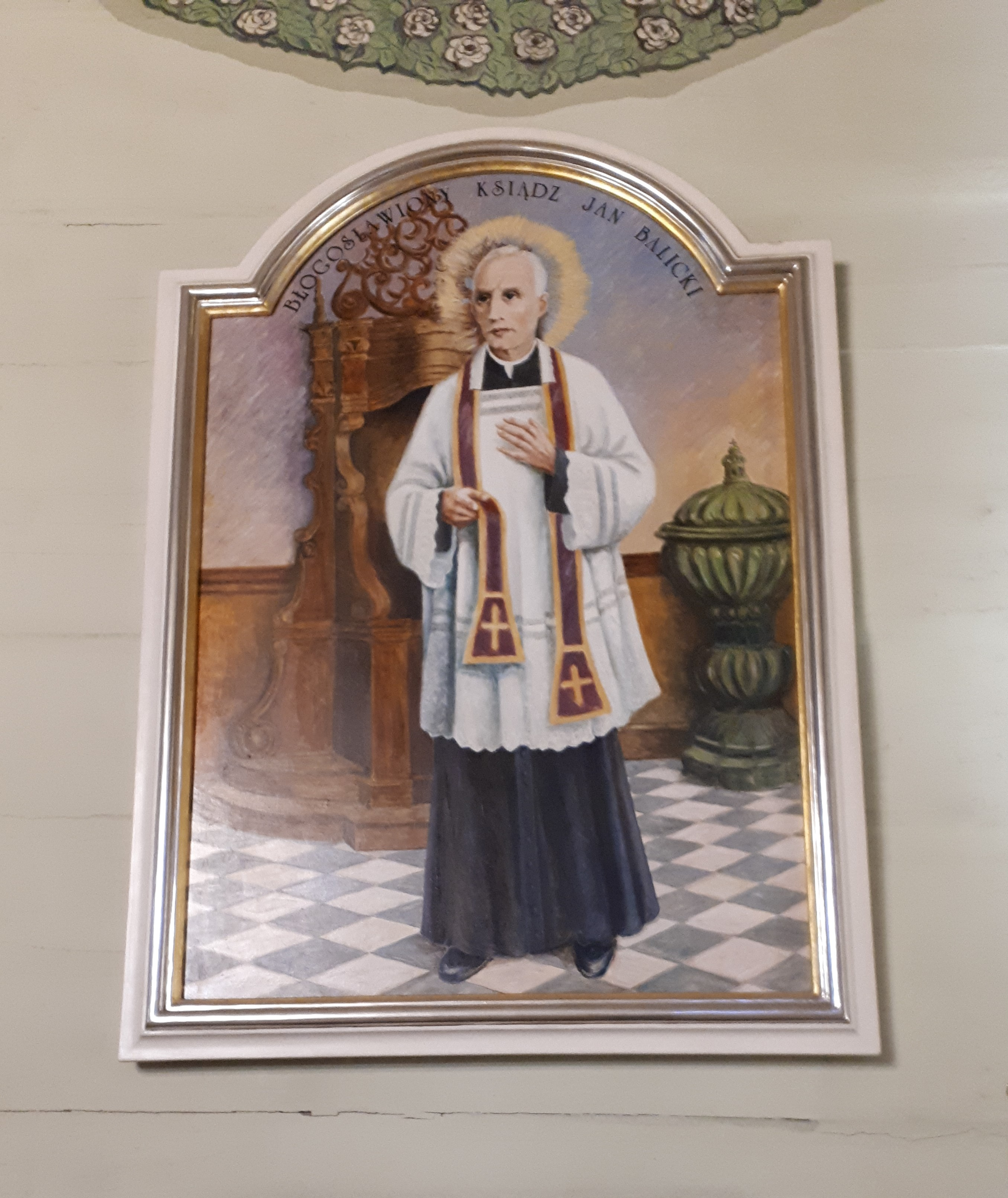
Obraz bł. Jana Balickiego umieszczony w kościele św. Andrzeja Apostoła w Polnej

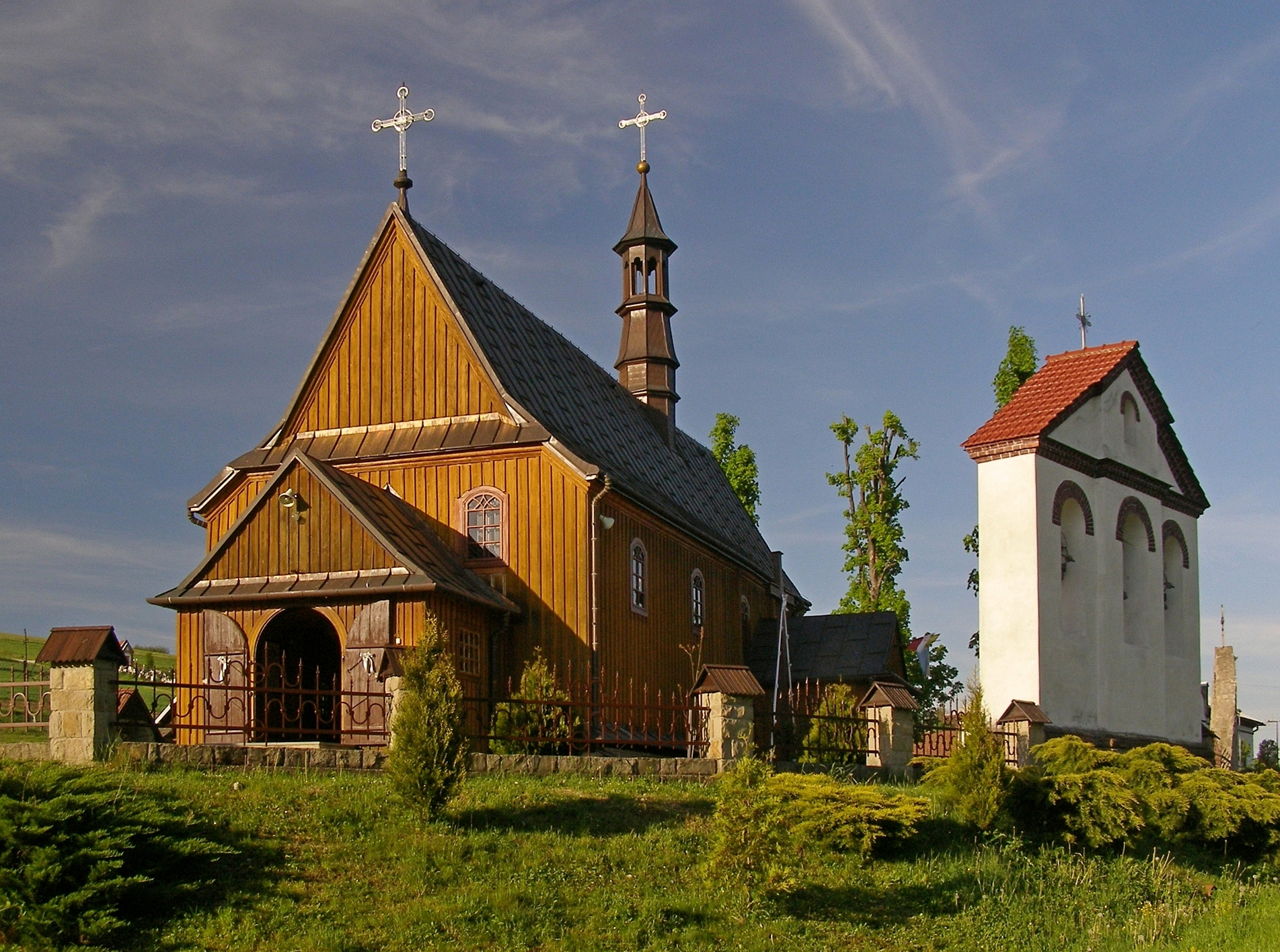
Kościół św. Andrzeja Apostoła w Polnej, gdzie bł. ks. Jan był wikariuszem

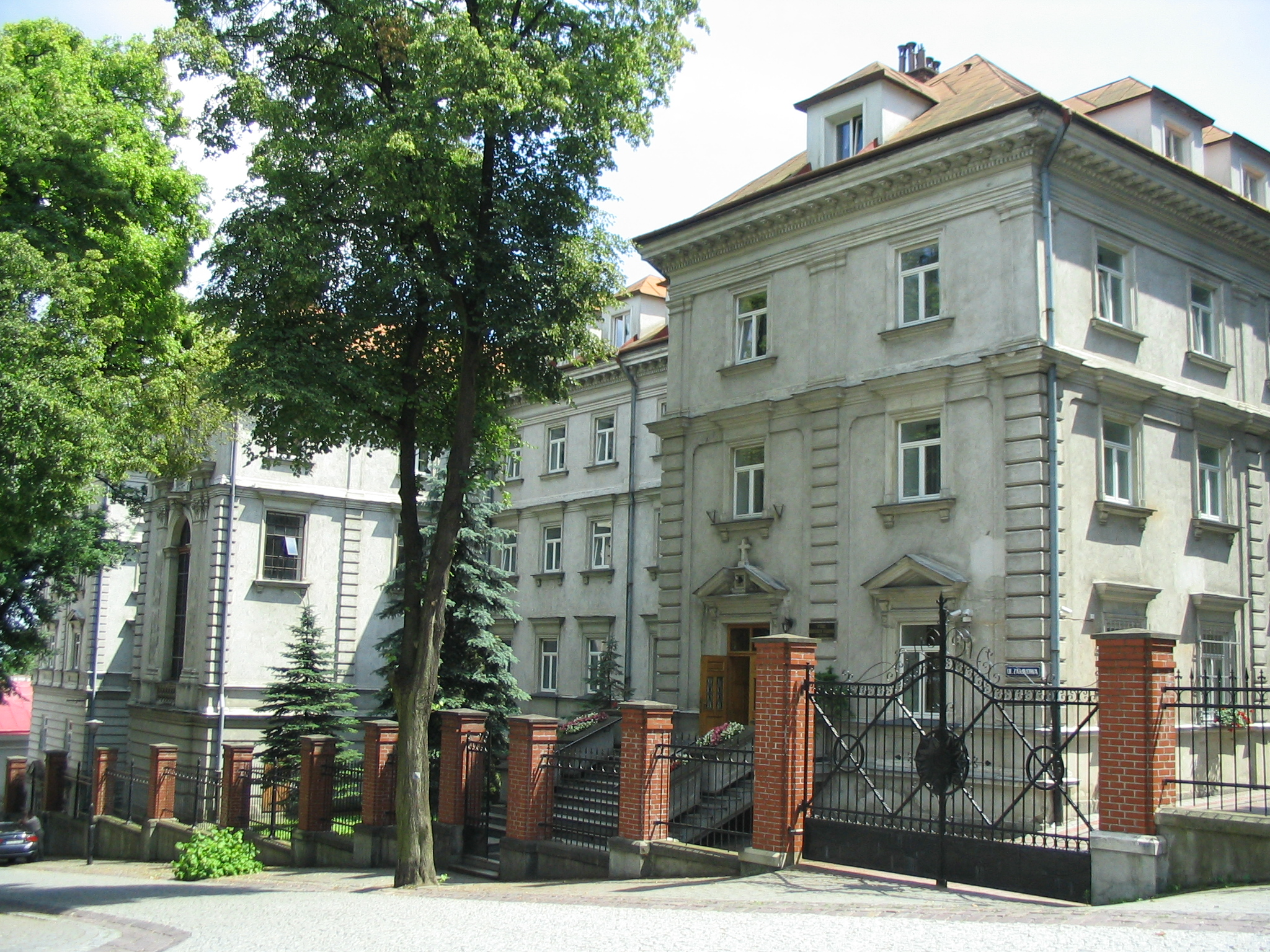
WSD w Przemyślu, gdzie Jan Balicki był alumnem, a potem rektorem

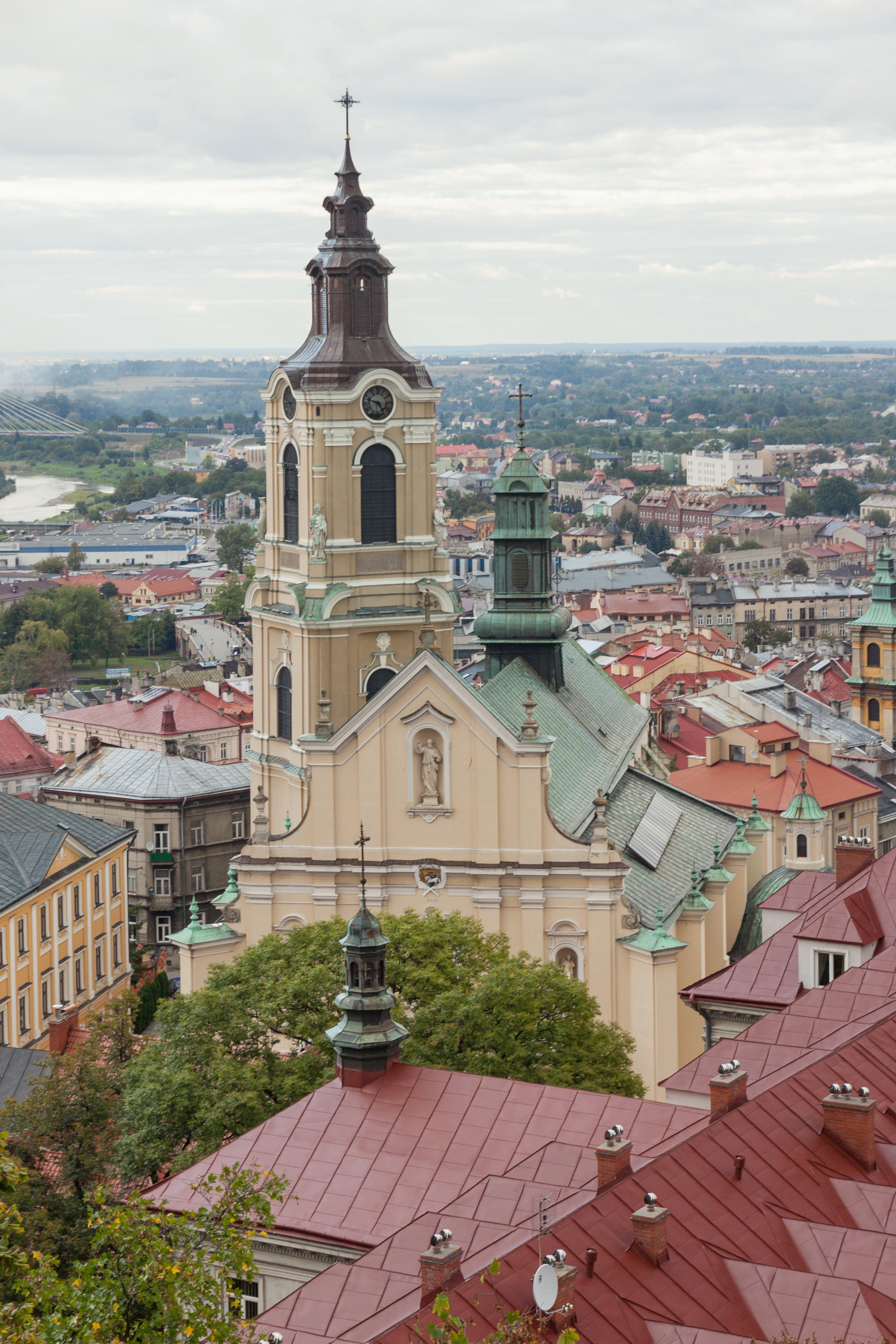
Bazylika archikatedralna w Przemyślu, w której spowiadał i gdzie znajdują się jego relikwie

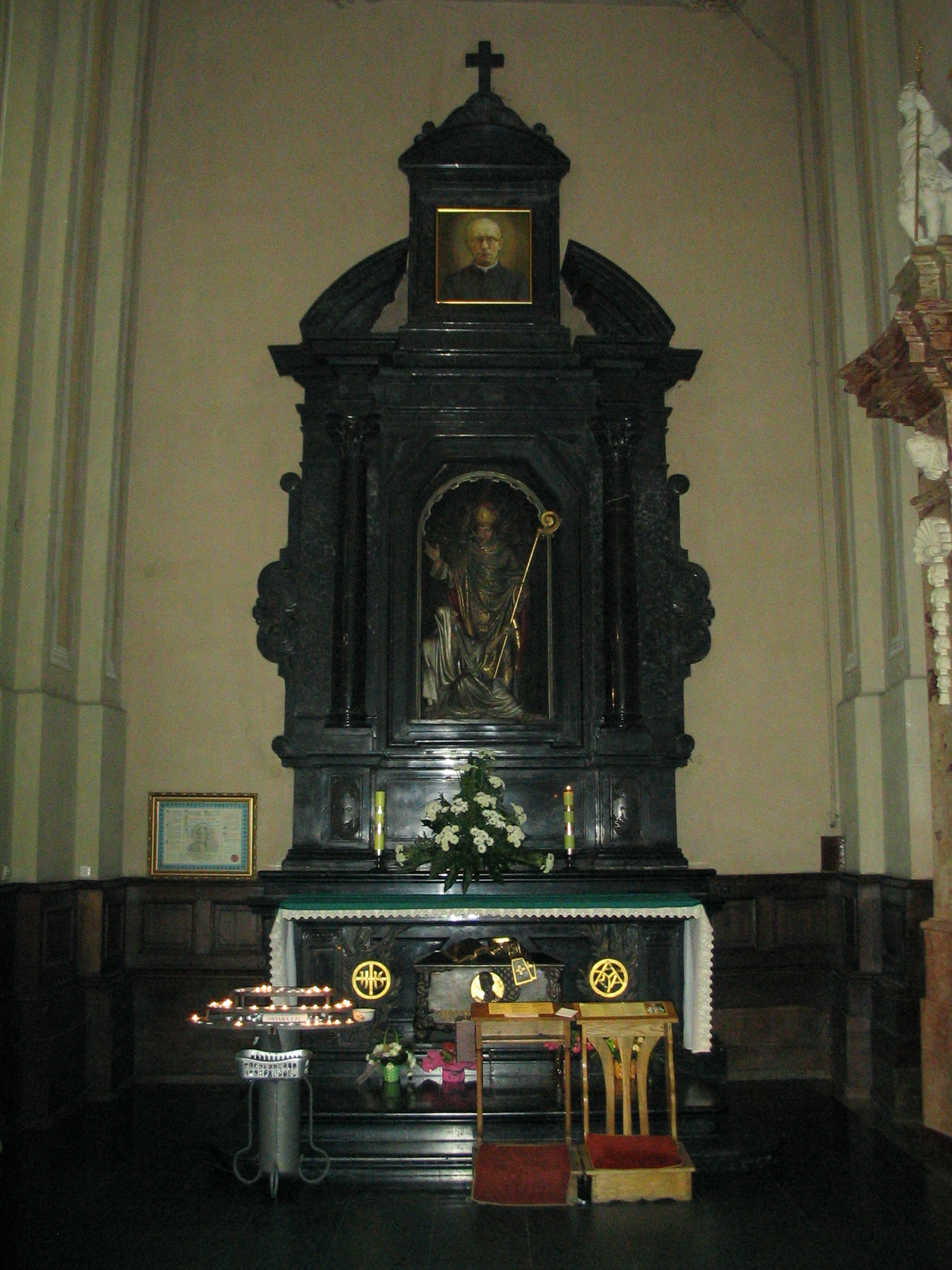
Ołtarz z relikwiami bł. ks. Jana Balickiego w bazylice archikatedralnej pw. Wniebowzięcia NMP i św. Jana Chrzciciela w Przemyślu

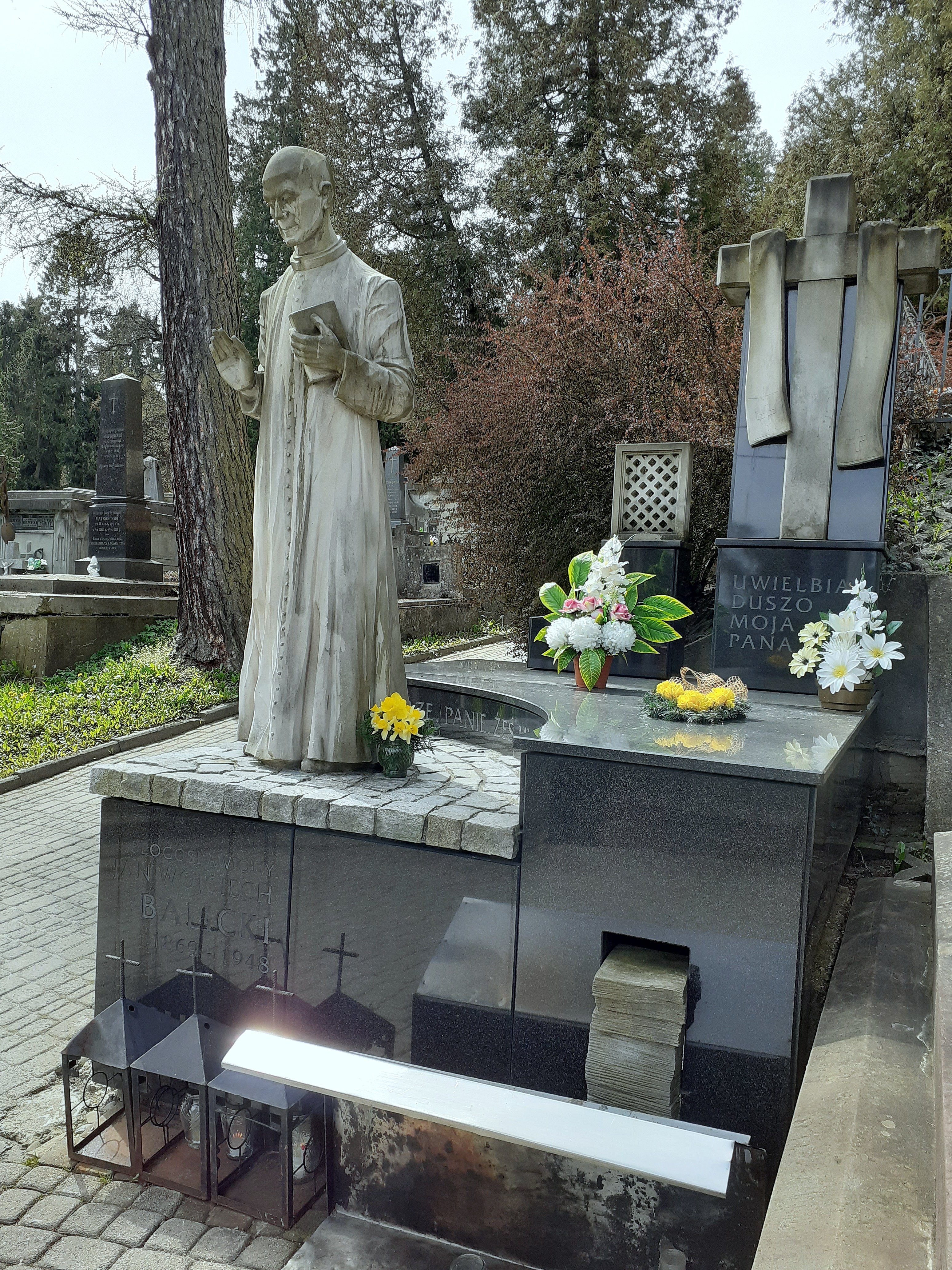
Pomnik nagrobny ks. Jana Balickiego – cmentarz główny w Przemyślu

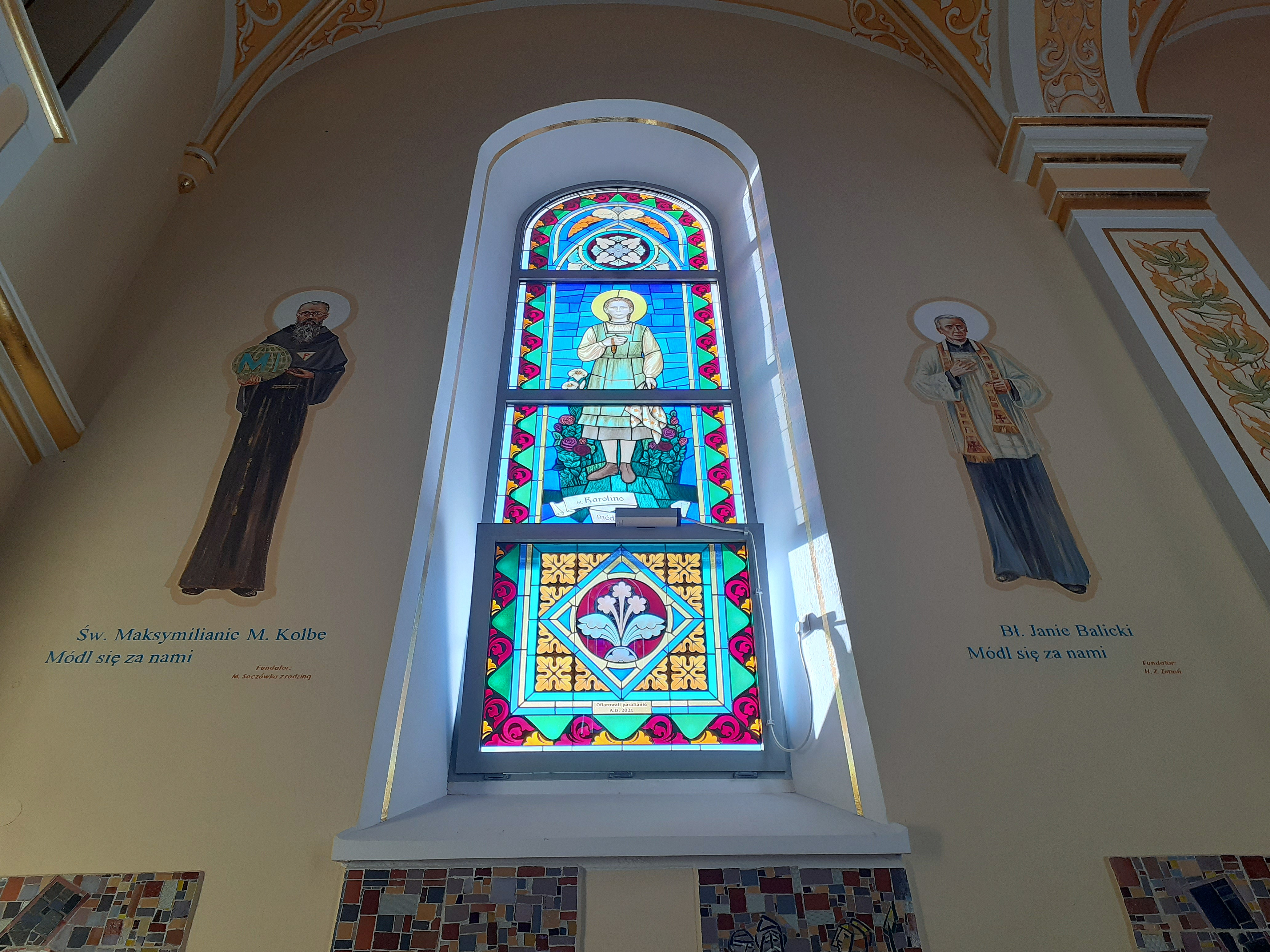
Polichromia w kościele Niebieszczanach – bł. ks. Jan po prawej

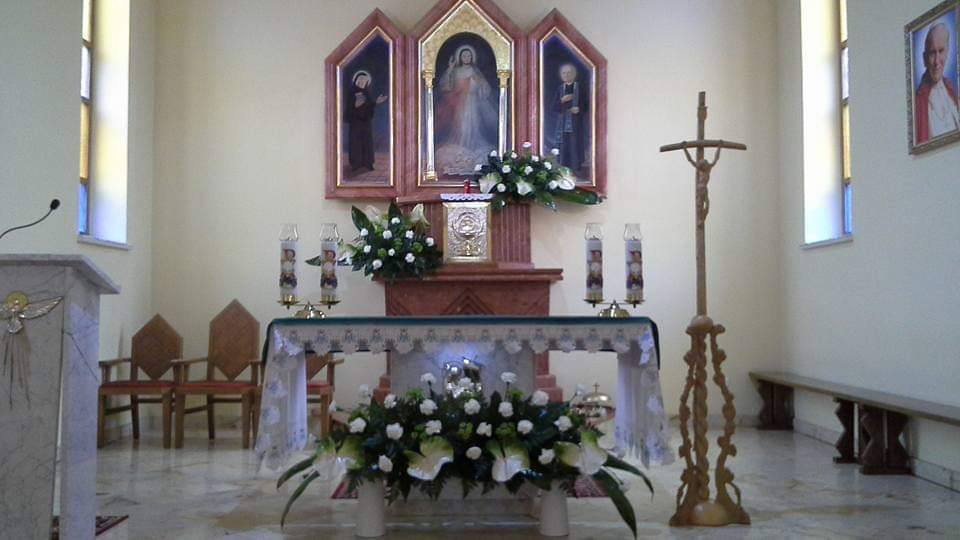
Tajęcina – ołtarz główny, z prawej bł. ks. Balicki

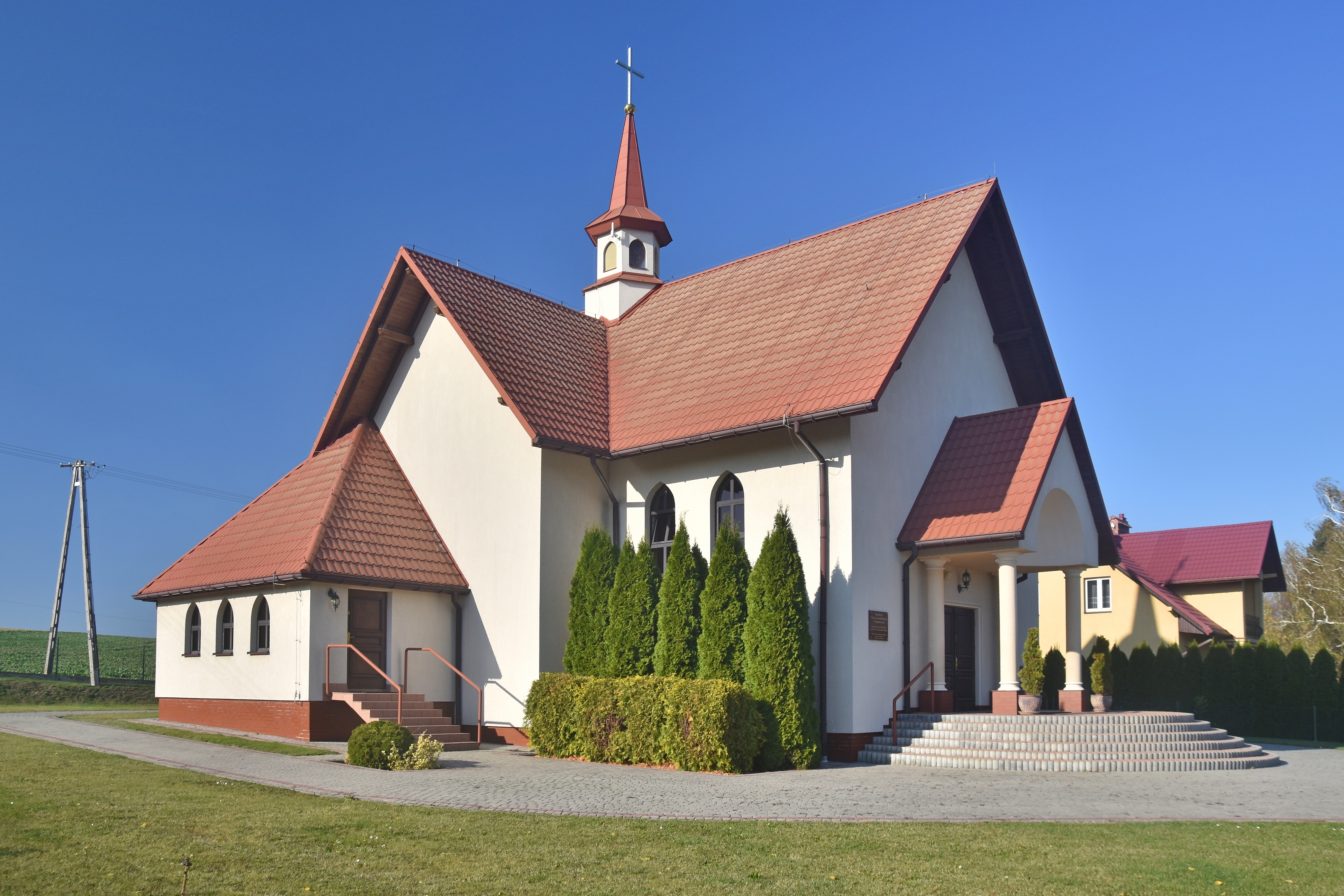
Kupiatycze – pierwszy kościół (filialny) pod wezwaniem bł. Jana Balickiego

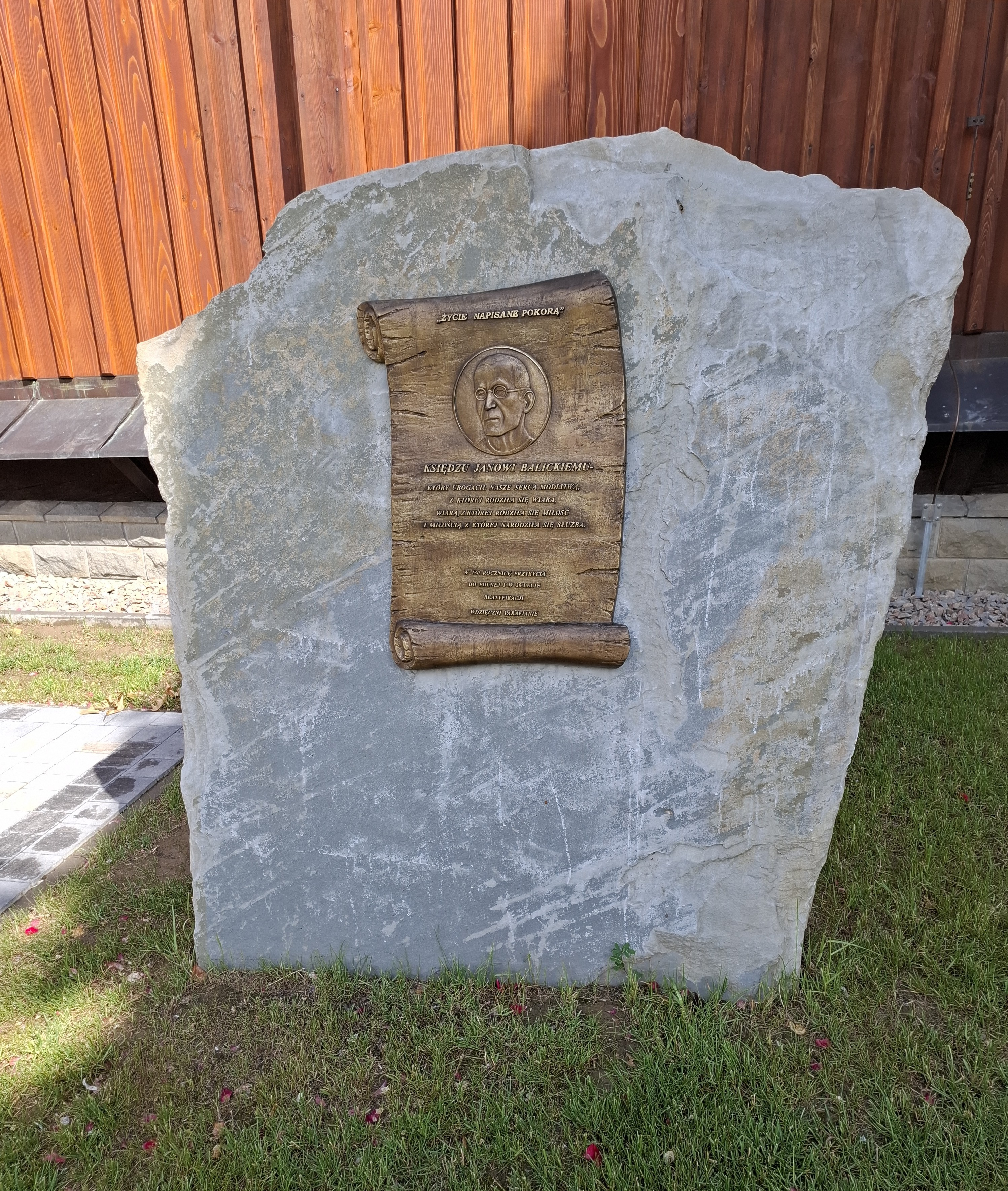
Polna, obelisk z tablicą upamiętniającą ks. Jana

## Życiorys

### Dzieciństwo i młodość
Jan Balicki urodził się 25 stycznia 1869 w Staromieściu, obecnie część Rzeszowa. Pochodził z biednej, religijnej rodziny; był synem Nicetasa (Mikołaja), dróżnika kolejowego, i Katarzyny z domu Saterlack. Ojciec był wyznania greckokatolickiego a matka rzymskokatolickiego. Baliccy święta w domu obchodzili w dwóch obrządkach, jednakże ojciec chodził do kościoła (nie do cerkwi) i synowie, mimo iż według zwyczaju powinni przyjąć chrzest w obrządku ojca, ochrzczeni zostali w rzymskokatolickim obrządku. Miał trzech braci: Izydora, Karola, Józefa i trzy siostry: bliźniaczki Antoninę i Rozalię oraz Karolinę. Następnego dnia po urodzeniu, chrztu udzielił mu ks. Wincenty Cybulski, miejscowy proboszcz. Po chrzcie rodzice chrzestni mieli go położyć przed ołtarzem mówiąc, że ofiarują go Bogu, by był kapłanem.
Jan rozpoczął naukę w 1876 w szkole ćwiczeń przy Męskim Seminarium Nauczycielskim w Rzeszowie (mieszkał wtedy u swojej starszej siostry Antoniny). 25 czerwca 1880 Jan Balicki ukończył pierwszy etap edukacji, a od września tego samego roku kontynuował ją w Gimnazjum im. ks. Stanisława Konarskiego w Rzeszowie. Gdy był w drugiej klasie gimnazjum, rodzina przeniosła się do Świlczy. Kolega szkolny Stanisław Jaworski napisał:
Jan w nauce był pilny i systematyczny, bardzo dobry i uczciwy, niewinny w myślach, słowach i uczynkach. Z powagą i odpowiedzialnością patrzył na świat i umiał odróżnić prawdę od fałszu.

### Powołanie kapłańskie (seminarium przemyskie)
Szkołę ukończył 11 czerwca 1888 zdając bardzo dobrze egzamin dojrzałości. We wrześniu 1888 wstąpił do Wyższego Seminarium Duchownego w Przemyślu. Na 4. roku formacji dowiedział się o istnieniu prawa kościelnego (Concordia), które nakazywało, między innymi, wychowywanie chłopców w obrządku ojca, a dziewcząt w obrządku matki. Zwrócił się więc do Stolicy Apostolskiej o zgodę na święcenia w obrządku łacińskim. Sprawa zakończyła się pozytywnie i Jan mógł bez przeszkód przystąpić do święceń kapłańskich w obrządku rzymskokatolickim. W seminarium ujawniały się cnoty przyszłego błogosławionego. Kolega z seminarium z roku bł. Jana – ks. Michał Tokarski stwierdził:
Rozmowa z Janem była zawsze budująca. Nie pozwolił sobie nigdy na żadne obmowy ani na krytykę innych ludzi.

### Święcenia kapłańskie i pierwsza parafia w Polnej
Dnia 15 lipca 1892 Jan przyjął święcenia subdiakonatu, a święcenia kapłańskie 20 lipca 1892 roku. Mszę prymicyjną neoprezbiter Jan odprawił w Świlczy w drewnianym kościele świętych Szymona i Judy Tadeusza (rozebrany). 13 sierpnia 1892 ks. biskup Łukasz Solecki skierował go jako wikariusza do parafii Polna – św. Andrzeja Apostoła (kiedyś diecezja przemyska obecnie diecezja tarnowska), gdzie pracował 15 miesięcy. Dał się poznać jako nadzwyczajny mówca i spowiednik. Parafianie i wierni z okolicy (nawet dalekich stron) udawali się do kościoła w Polnej, by posłuchać jego kazań czy też przystąpić u niego do spowiedzi. W konfesjonale zasiadał od wczesnych godzin rannych, gdyż zjeżały się tłumy penitentów (później z tej spowiedzi zasłynie w Przemyślu). Jak zeznawali w procesie beatyfikacyjnym parafianie „patrzyli w niego jak w święty obraz”. Parafianka (Zofia Mularska) będzie zeznawać po około 50 latach:
Ksiądz Balicki tak przenikał serca, że ludzie rzewnie płakali, tak w spowiedzi świętej uczył, kruszył, że ludzie byli jak święci. Każdy z radością spieszył do kościoła. Ks. Balicki przejął serca ludzkie, niech mu Bóg da niebo.

O Bogu opowiadał nie tylko w kościele, ale także na ulicy czy karczmie. Pewnego razu poszedł do jednej z nich, by zaprosić mężczyzn na nabożeństwo do kościoła; musiał być przekonujący, bo zjawili się w kościele. W tej miejscowości działały 4 żydowskie karczmy i 1 gorzelnia. Dzięki staraniom jego i następców zamknięto je, urządzając w jednej z nich szkołę. Pracujący tam Żydzi przychodzili podsłuchać kazań młodego księdza, co takiego mówi, że ściąga tłumy i m.in. brak biesiadników w karczmach. Pierwszy biograf ks. Balickiego, ks. Stefan Momidłowski relacjonuje wypowiedź z parafii:  
Ludzie podążali z dalekich stron do Polnej, by słuchać kazań ks. Jana. Zwłaszcza gdy głosił kazania pasyjne nikt w domu nie chciał pozostać, każdy rad by podążyć do kościoła. Głoszonych na cmentarzu kościelnym kazań nawet Żydzi z daleka pilnie słuchali. 

### Studia w Rzymie
W końcu listopada 1893 Balicki udał się do Rzymu na studia na Papieskim Uniwersytecie Gregoriańskim (1893–1897), gdzie uzyskał bakalaureat z filozofii i prawa kanonicznego oraz doktorat z teologii. Będąc na studiach ks. Jan codziennie sprawował mszę św. w kościele parafialnym świętych Wincentego i Anastazego (kilkaset metrów od miejsca zamieszkania). Pełnił też funkcję prefekta Kolegium. Dni wolne od zajęć (czwartki) poświęcał na zwiedzanie zabytków Wiecznego Miasta. Po zakończonych studiach wrócił do Polski przez Francję. Zwiedził Paryż oraz Lourdes, gdzie odprawił dziękczynną mszę św. prosząc Matkę Bożą o opiekę i błogosławieństwo Boże na dalszą drogę życia. W czasie studiów pisał:
Nie studiuję po to, by mieć jak najlepsze oceny albo żeby zdobyć różne tytuły naukowe. Studiuję, by dowiedzieć się czegoś więcej o Bogu, by Go lepiej poznać, by kochać Go coraz więcej.
Jeden z kolegów ks. Balickiego z lat studenckich powiedział o nim:
Jan przerobił całą dogmatykę na klęczkach przed Najświętszym Sakramentem.

### Powrót do kraju (Przemyśl)
Po powrocie do kraju wykładał w przemyskim seminarium teologię dogmatyczną, pełnił funkcję prefekta, wicerektora, a na koniec rektora (1928). W czasie swojej profesury kilkakrotnie wyjeżdżał jeszcze za granicę, by pogłębić wiedzę teologiczną. Był w Rzymie, Paryżu, Fryburgu i kilku uniwersytetach niemieckich. Miał zdolność do języków, nauczył się języka włoskiego, francuskiego i angielskiego, znał też łacinę i niemiecki. W 1929 otrzymał godność prałata domowego Ojca św. Piusa XI. Jego słuchacze zapamiętali, że na wykłady ks. Jan przychodził zawsze punktualnie a kończył równo z dzwonkiem. Do wykładów był zawsze starannie przygotowany. Co tydzień przepytywał z przerobionego materiału. Jeśli spotkał się ze słabą odpowiedzią albo z jej brakiem, patrzył na pytaną osobę zasmucony i pytał: „non legisti domine, non legisti?” (nie czytałeś, panie, nie czytałeś?). To jego pytanie i wzrok, było bardzo zawstydzające i skuteczne, niż wpisanie niedostatecznej oceny, czego nie robił. Klerycy odnosili się do niego z szacunkiem, nigdy z niego nie żartowano i nigdy o nim źle nie mówiono. Był wykładowcą seminaryjnym m.in.: błogosławionego ks. Władysława Findysza – męczennika okresu komunizmu w Polsce oraz Sługi Bożego ks. Stanisława Kołodzieja – męczennika za wiarę (łac. odium fidei) okresu II wojny światowej. Wychowankowie (ks. Stanisław Szpetnar i ks. Ignacy Łachecki) zajęcia u prof. Balickiego zapamiętali tak:
Patrzyliśmy z przejęciem, jak ks. Balicki klękał na stopniu katedry i skłoniwszy pokornie głowę, z największym skupieniem zaczynał modlitwę do Ducha Świętego, a potem Zdrowaś Mario. Tak byliśmy przejęci, jak gdybyśmy już widzieli nad pochyloną pokornie postacią aureolę (ks. Szpetnar).

Wykładał z prawdziwego zamiłowania, z ogromnym przejęciem i uczuciem, a sam wykład był zawsze przygotowany, przemedytowany, jasny, przejrzysty (…). Tłumaczył zaś rzecz tak jasno, że wszyscy klerycy mogli ją należycie zrozumieć (ks. Łachecki).
Po rezygnacji ze stanowiska rektora w 1934, podyktowanej złym stanem zdrowia, pozostał na uczelni jako spowiednik. Był kapelanem szpitalnym, odwiedzał także chorych w domach oraz społecznikiem – m.in. założył dom pomocy dla prostytutek; w 1916 założył dla nich schronisko przy ul. Tatarskiej, które okazało się za małe i otwarto nowy ośrodek zwany „Domem Bożego Miłosierdzia” w Kruhelu Wielkim (2 km od centrum Przemyśla). Z powodu tego Domu były rzucane na niego oszczerstwa. Przede wszystkim ks. Balicki był oddanym spowiednikiem również poza seminarium, m.in. sióstr zakonnych, wśród nich przez 20 lat był stałym spowiednikiem sióstr karmelitanek bosych. Szczególnie spowiadał w katedrze przemyskiej. Do jego konfesjonału zawsze były kolejki. Jak sam opowiadał Pan Bóg dał mu namacalny znak, aby służył w konfesjonale. Pewnej nocy nie mógł zasnąć i odczuwał, że jest komuś potrzebny. Nad ranem poczuł, że ktoś wiele razy trąca go w ramię. Zaświecił światło, ale nikogo nie było. Zrozumiał, że jest to Boży znak i udał się do katedry. Ta była jeszcze zamknięta, ale przy drzwiach czekał jakiś mężczyzna, który mu wyznał, że całą noc czekał na księdza bo ciężarów grzechów już dłużej nie może udźwignąć. Uważany był za więźnia konfesjonału. Z okazji jego złotego jubileuszu kapłaństwa, penitenci udekorowali kwiatami jego konfesjonał jako wyraz ich wdzięczności. Z bardzo dużo świadectw osób wynika, że spowiedź u ks. Balickiego była czymś wyjątkowym, świadczy o tym m.in. wypowiedź jednego z lekarzy, który miał życzenie aby umieścić tabliczkę przy konfesjonale ks. Balickiego w przemyskiej katedrze, aby świadczyła ile dobra ten kapłan dał ludziom przy spowiedzi św., iluż pojednał z Bogiem, ilu ludzi nawrócił na nową drogę życia, iluż ludziom przywrócił upragniony pokój. Kiedy zachorował Witold Reger (ideowy przywódca socjalistów przemyskich) i był umierający, ks. Balicki czuwał u bram jego mieszkania. Rodzina nie chciała go wpuścić do chorego, lecz ks. Balicki przychodził codziennie i modlił się, w końcu Reger wyspowiadał się, a Balicki poprowadził jego pogrzeb. Pogrzeb miał być manifestacją ateizmu, a stał się manifestacją wiary w Boże Miłosierdzie. W jednym ze swoich rozważań ks. Jan napisał, że spowiednik:
Ma z nieświętego uczynić świętego, a potem jeszcze świętszego.
Był zapraszany, by wygłosić kazania lub prowadzić misje święte czy rekolekcje, o czym świadczy Kronika Diecezji Przemyskiej (w sprawozdaniach o misjach i rekolekcjach), gdzie często jest wymieniany. Mimo pełnienia obowiązków, znajdował czas dla drugiego człowieka i robił to z ogromną ofiarnością i oddaniem, nawet kosztem własnego zdrowia. Był nazywany apostołem biednych. Żył skromnie; czym mógł dzielił się z innymi, sam chodził w wytartej sutannie i starych butach z cholewami. Nie przyjął nominacji na stanowisko kanonika kapituły katedralnej. Miał szczególne nabożeństwo do Najśw. Sakramentu, Męki Pańskiej i Matki Bożej oraz do świętych: św. Jana (swego patrona), św. Antoniego oraz św. Gemmy Galgani (wówczas Sługi Bożej).

### Śmierć i pogrzeb
30 stycznia 1948 napisał ks. Balicki w swoich notatkach:  

Ze styczniem 1948 zacząłem rok 80-ty życia. Czy i ten rok da mi Pan Bóg spokojnie przeżyć? Nie wiem, jeden tylko Bóg wie, który o wszystkim wie i o tym wie, czy przeżyję, czy nie. Mam tylko pamięć o gotowości na śmierć w każdej chwili... 

W połowie lutego 1948 ks. Balicki poważnie zachorował. Stwierdzono u niego obustronne zapalenie płuc i zaawansowaną gruźlicę. Został przewieziony do szpitala, gdzie zmarł w poniedziałek 15 marca 1948 r. o godz. 17.45. Tłumy przychodziły, aby oddać cześć zmarłemu do kościoła Serca Jezusowego, gdzie była wystawiona trumna z ciałem ks. Balickiego. Wierni pocierali o jego ręce obrazki, różańce, modlitewniki. Jego pogrzeb odbył się 18 marca 1948 (w katedrze). Został pochowany na cmentarzu Głównym w Przemyślu. Powszechna była opinia, że umarł święty człowiek. Jeszcze za życia ks. Balickiego przemyślanie mówili:  
Jeżeli święci chodzą po świecie, to on musi być jednym z nich.  
Jego grób od śmierci jest miejscem odwiedzin przez ludzi o każdej porze. Ludzie przy grobowcu zostawiają karteczki z prośbami i podziękowaniami (od 1949 złożono tysiące intencji). Po beatyfikacji przeniesiono jego doczesne szczątki do katedry w Przemyślu, gdzie są umieszczone w ołtarzu św. Stanisława, ołtarz ten wieńczy obraz bł. Jana Wojciecha namalowany w 2002 r. przez Timura Karima (muzułmanina). Dla podtrzymania nawiedzania grobu ks. Jana na cmentarzu pozostała część jego relikwii.
Jest nazywany Mocarzem pokory, czasami polskim księdzem (Janem) Vianneyem.

## Dewiza
Hasłem (dewizą) życia błogosławionego księdza Jana Balickiego były słowa zaczerpnięte z Psalmu (119,71):

Bonum mihi, Domine, quia humiliasti me... (łac.) 

Dobrze, Panie, żeś mnie upokorzył, dobrze...

Hasło życiowe bł. Jana tj. cnota pokory zrodziła się podczas modlitwy, po wydarzeniu jakie miało miejsce na jednym z wykładów seminaryjnych, gdy zdolny Jan nie uważa, zostaje przyłapany i upomniany przez ks. prof. Wojciecha Galanta, upomnienie to przyjmuje z pokorą jako dobrą wskazówkę na życie.

### Zapiski (rozważania)
Ksiądz Jan Balicki prowadził notatki (rozważania), zaczynał je od tych słów. Gdy szukano jego zapisków znaleziono m.in.: 1415 karteczek różnej wielkości. Karteczki te zawierają 2820 rozmyślań na każdy dzień. Pisał je od 20 listopada 1939 do 13 lutego 1948 (kiedy zachorował). Przypuszcza się, że notatki pisał także wcześniej. Pisał o Bogu i wszystko co było z nim związane. Z innych pism ks. Balickiego zachowało się niewiele; 52 szkice kazań i konferencji oraz 170 różnego rodzaju listów: do księży (w liczbie 18), sióstr zakonnych (126), członków rodziny (9), do innych osób (17). 

## Beatyfikacja
31 października 1955, zgodnie z powszechnym życzeniem, dokonano przeniesienia zwłok do osobnego grobowca. 22 czerwca 1959 r. w diecezji przemyskiej obrządku łacińskiego został rozpoczęty proces beatyfikacyjny, który zakończył się 28 listopada 1963. W trakcie procesu przesłuchano 77 świadków. Dekret o heroiczności cnót Sługi Bożego ks. Jana Balickiego został odczytany 15 grudnia 1994 r. w obecności papieża Jana Pawła II. 23 sierpnia 2002 r. sarkofag z relikwiami bł. Jana został uroczyście przeniesiony z cmentarza do archikatedry w Przemyślu. W procesji, która przeszła ulicami miasta uczestniczyło około 15 tysięcy osób.
Jan Balicki został beatyfikowany 18 sierpnia 2002 na Błoniach krakowskich przez papieża Jana Pawła II.

Papież Jan Paweł II w 2002 r. podczas beatyfikacji mówił m.in.:
Służbą miłosierdziu było życie błogosławionego Jana Balickiego. Jako kapłan miał zawsze otwarte serce dla wszystkich potrzebujących. Jego posługa miłosierdzia przejawiała się w niesieniu pomocy chorym i ubogim, ale szczególnie mocno wyraziła się przez posługę w konfesjonale. Zawsze z cierpliwością i pokorą starał się zbliżyć grzesznego człowieka do tronu Bożej łaski. Wspominając o tym, zwracam się do kapłanów i seminarzystów: proszę was, bracia, nie zapominajcie, że na was, szafarzach Bożego miłosierdzia, spoczywa wielka odpowiedzialność, ale też pamiętajcie, że sam Chrystus umacnia was obietnicą, którą przekazał przez św. Faustynę: „Powiedz Moim kapłanom, że zatwardziali grzesznicy kruszyć się będą pod ich słowami, kiedy będą mówić o niezgłębionym miłosierdziu moim, o litości, jaką mam dla nich w sercu swoim” (Dzienniczek, 1521).

## Kult i upamiętnienie

### Kult i upamiętnienie w Polsce
Kult związany z ks. Janem Balickim rozpoczął się zaraz po śmierci. Opinia o jego świętości rozeszła się dość szybko po Polsce (również za granicą). Od czasu pogrzebu ks. Balickiego przy jego grobowcu do dziś gromadzą się wierni (m.in. chorzy, kapłani, alumni, młodzież) na modlitwę, zostawiają kartki z prośbami i podziękowaniami, piszą też listy do rektoratu seminarium przemyskiego z prośbami do bł. Jana oraz informując o otrzymanych łaskach. Na grobowcu składane są też żywe kwiaty i znicze. W latach 50. i 60. XX w. zrodził się zwyczaj przychodzenia do grobu młodzieży (maturzystów) z prośbą o dobre rozeznanie drogi życiowej oraz o pomyślność w czasie egzaminów.
Ku czci bł. ks. Jana Balickiego w każdy wtorek przy sarkofagu z relikwiami bł. ks. Jana w przemyskiej katedrze odbywa się nowenna z mszą św. Często wierni przy relikwiach zapalają świece wotywne.
W kościele św. Andrzeja Ap. (parafia Polna) w każdy 3. piątek miesiąca przy relikwiach odbywa się nabożeństwo o uzdrowienie i uwolnienie przez jego wstawiennictwo z odczytaniem intencji składanych przez wiernych, zakończone indywidualnym błogosławieństwem Najśw. Sakramentu.
W Rzeszowie na osiedlu Staromieście Ogrody 28 sierpnia 2022 r. bp rzeszowski Jan Wątroba erygował parafię bł. Jana oraz wznoszony jest kościół pod jego wezwaniem. Tam też w kaplicy każdego 24. dnia miesiąca odprawiana jest do niego nowenna z odczytaniem intencji, a 24 października 2023 r. odbył się pierwszy parafialny odpust.
W parafii Świlcza – kaplica w Kamyszynie odbywa się regularnie nowenna, a 15 marca w rocznicę śmierci bł. Jana obchodzony jest odpust.
Kilka kościołów i kaplic nosi jego wezwanie m.in. Kupiatycze (pierwszy kościół pw. bł. Jana), Rzeszów - Staromieście, Świlcza - Kamyszyn i Tajęcina.
W kościele św. Krzyża w Rzeszowie, 13 września 2000 odsłonięto tablicę upamiętniającą: ks. Jana Balickiego (oraz ks. Stanisława Papczyńskiego, bpa Józefa Sebastiana Pelczara i ks. Romana Sitko) – związanych z tym kościołem (i I LO Rzeszów). 
W miejscowościach z nim związanych w Świlczy i Polnej powstały pomniki (obelisk) z tablicą upamiętniającą ks. Balickiego:
- w Świlczy pomnik umiejscowiony został w centrum miejscowości i odsłonięty, 11 czerwca 2006 r., widnieje na nim następujący tekst:

Dobrze Panie, żeś mnie upokorzył… dobrze,

abym doskonalej wierzył, ufał, miłował…

z „Wyboru pism” ks. Jana Balickiego
BŁOGOSŁAWIONY

JAN WOJCIECH BALICKI

POKORNY KAPŁAN DIECEZJI PRZEMYSKIEJ  

1869 – 1948

PROFESOR I REKTOR SEMINARIUM DUCHOWNEGO W PRZEMYŚLU 

W LATACH 1881 – 1892 MIESZKAŁ W ŚWILCZY. 

DOJRZEWAŁ DO KAPŁAŃSTWA I ŚWIĘTOŚCI  

POD KIEROWNICTWEM DUCHOWYM  

KSIĘDZA IGNACEGO WĘGRZYNOWSKIEGO, PROBOSZCZA W ŚWILCZY.  

W LIPCU 1892 R. W TUTEJSZYM KOŚCIELE PARAFIALNYM  

ODPRAWIŁ PRYMICYJNĄ MSZĘ ŚWIĘTĄ.  

STĄD WYRUSZYŁ NA CHRYSTUSOWE ŻNIWO.  
WDZIĘCZNI BOGU ZA DAR BŁOGOSŁAWIONEGO RODAKA  

MIESZKAŃCY I SAMORZĄD GMINY ŚWILCZA  
ŚWILCZA A.D. 2006

- w Polnej pomnik z tablicą znajdujący się obok kościoła parafialnego został odsłonięty i poświęcony, 24 października 2022 r. o następującej treści:

„ŻYCIE NAPISANE POKORĄ”
KSIĘDZU JANOWI BALICKIEMU-
KTÓRY UBOGACIŁ NASZE SERCA MODLITWĄ,

Z KTÓREJ RODZIŁA SIĘ WIARA,

WIARĄ, Z KTÓREJ RODZIŁA SIĘ MIŁOŚĆ

I MIŁOŚCIĄ, Z KTÓREJ NARODZIŁA SIĘ SŁUŻBA. 

W 130 ROCZNICĘ PRZYBYCIA 

DO POLNEJ I W 20-LECIE 

BEATYFIKACJI
WDZIĘCZNI PARAFIANIE

Wielu miejscach (kościołach, kaplicach) znajdują się obrazy i figury bł. Jana. Wbudowano też witraże z jego wizerunkiem w kościołach, m.in.: w Racławicach koło Niska, w Komborni, parafii Nawiedzenia NMP – Tuczempy, parafii św. Jana Chrzciciela w Bratkowicach, parafii Dobrego Pasterza w Nowej Wsi oraz w Świlczy.
W Przemyślu w katedrze jedne z rzeźbionych drzwi poświęcone są ks. Balickiemu oraz znajduje się w niej konfesjonał, w którym posługiwał ks. Balicki, natomiast w przemyskim Seminarium Duchownym znajduje się oratorium – pokój z pamiątkami, w którym mieszkał ks. Jan. 
W niektórych parafiach (archidiecezji przemyskiej) utworzono grupy modlące się o powołania do kapłaństwa i życia zakonnego pod nazwą Dzieło Pomocy Powołaniom im. bł. Jana Wojciecha Balickiego (w skrócie DPP). 
Ku jego czci napisano kilka pieśni, ułożono litanię, specjalne modlitwy (wraz z nowenną i modlitwą o kanonizację) oraz przekazano na specjalną prośbę jego relikwie. Powstały również o nim specjalne spektakle.

### Dzień obchodów
Wspomnienie liturgiczne bł. Jana Balickiego, kapłana w Kościele katolickim obchodzone jest 24 października.

### Patronat
Jest patronem pokory, dobrej spowiedzi, archidiecezji przemyskiej oraz Dzieła Pomocy Powołaniom w tej archidiecezji. Jest przyzywany jako orędownik m.in.: osób uzależnionych (zwłaszcza alkoholików – trzeźwości), spraw trudnych i beznadziejnych, kapłanów, kleryków, upadłych kobiet, osób chorych i szukających dobrej drogi życiowej. Młodzi mogą się modlić do bł. Jana o pomoc przy zdawaniu egzaminów.
Zespół Szkolno-Przedszkolny w Morawsku, Szkoła Podstawowa w Ujeznej i szkoła w Polnej (byłe gimnazjum w Wyszatycach) noszą imię bł. ks. Jana Balickiego. Jego imię noszą również Centrum charytatywne „Caritas” oddział w Przemyślu, przemyskie studio radia Fara oraz studnia, która powstała w miejscowości Ngara Kimlengar w Czadzie. Jedną z ulic w Przemyślu nazwano jego imieniem.

### Relikwie
Relikwie (doczesne szczątki) bł. ks. Jana spoczywają w archikatedrze przemyskiej pod mensą ołtarza św. Stanisława w brązowym relikwiarzu. Relikwiarz jest w kształcie trumienki postawionej na dymiących trybularzach. Symbolizują życie błogosławionego, skierowane ku doskonałości i Bogu. Na przodzie relikwiarza znajduje się medalion przedstawiający bł. Jana z kratkami konfesjonału (symbol jego posługi kapłańskiej) oraz napis (hasło życiowe) ks. Jana: Dobrze, Panie, żeś mnie upokorzył, dobrze. Na wierzchu relikwiarza znajduje się otwarta księga – brewiarz oraz stuła (symbole kapłaństwa). Relikwie bł. Jana Balickiego znajdują się również m.in. w Polnej i Brzezinach oraz osiedlu Staromieście Ogrody w Rzeszowie.

### Ikonografia
W ikonografii błogosławiony przedstawiany jest w stroju kapłana, w sutannie, w komży ze stułą na szyi. W ręce trzyma książkę bądź biret (czasem stułę). Często ukazany jest przy konfesjonale.

### Literatura
W 1981 Joachim Bar zredagował: Wybór pism ks. Jana Balickiego. W książce tej znajduje się kilka kazań i konferencji, listy, oraz w całości studium o stanach mistycznych i wszystkie szkice codziennych rozmyślań ks. Balickiego. Jedną z pierwszych biografii o Balickim w 1957 r. napisał Stefan Momidłowski – Życiorys Sługi Bożego Ks. Jana Balickiego: 1869–1948. Między innymi napisano o nim książkę biograficzną: Mocarz pokory –  Zbigniewa Suchego. Wśród innych można wymienić: Drogi Sługi Bożego ks. Jana Balickiego do świętości (1989) – Andrzej Skiba, Duchowość chrześcijańska według ks. Jana Balickiego (1869–1948) Michała Mierzwy (1998) oraz Błogosławiony ks. Jan Wojciech Balicki (1869–1948) z roku 2015 Tadeusza Śliwy. Maria Elżbieta Szulikowska napisała w 2020 tomik wierszy Zapach nieba poświęconych bł. ks. Balickiemu.

### Szlak turystyczny
W Przemyślu wytyczono żółty pieszy szlak turystyczny o nazwie Szlak im. bł. ks. Jana Balickiego o długości 12,8 km (ok. 4 godz.) związany z miejscami życia, pracy i modlitwy bł. ks. Jana Wojciecha. Trasa zaczyna się i kończy w przemyskiej archikatedrze. 
Trasa szlaku: archikatedra rzymskokatolicka – ul. Zamkowa – ul. Królowej Jadwigi – aleje Parku Miejskiego – ul. Sanocka – ul. Witoszyńska – ul. Kruhel Wielki – Wapielnica (394 m n.p.m.) /skrzyżowanie szlaków turystycznych/ – Przełęcz pod Wapielnicą – ul. Pasteura – ul. Przemysława, alejka spacerowa wzdłuż fortu XVI Zniesienie i Kopca Tatarskiego, parking pod Kopcem – ul. Przemysława – ul. Grochowska – Cmentarz Główny – ul. Przemysława – ul. Sucharskiego – ul. Pelczara – ul. Popiełuszki – ul. Kapitulna – archikatedra rzymskokatolicka.

### Filmy
Powstało m.in. kilka filmów jemu poświęconych.
| Filmy | Filmy                               | Filmy                        | Filmy         |
| ----- | ----------------------------------- | ---------------------------- | ------------- |
| Rok   | Tytuł                               | Reżyseria                    | Link do filmu |
| 2020  | Kształt życia – bł. ks. Jan Balicki | WSD Przemyśl                 | link          |
| 2020  | Mocarz pokory                       | Maciej Bąkowski              | link          |
| 2023  | (Nie)zwykli – Mocarz pokory         | Klaudia Tarczoń, Tomasz Wnuk | link          |